# Championnat de Chine de football 1995
Navigation
Saison 1994 Saison 1996
La saison 1995 du Championnat de Chine de football est la 36e édition de la première division chinoise. Les douze meilleures équipes du pays sont regroupées au sein d'une poule unique, où tous les clubs s'affrontent en matchs aller et retour. À la fin du championnat, les deux derniers du classement sont relégués et remplacés par les deux meilleurs clubs de deuxième division.
C'est le club de Shanghai Shenhua qui remporte la compétition après avoir terminé en tête du classement final, avec quatre points d'avance sur un duo composé du tenant du titre, Dalian Wanda et de Beijing Guoan. C'est le tout premier titre de champion de Chine de l'histoire du club.

## Les clubs participants
| - Jinan Taishan Jiangjun - Shanghai Shenhua - Beijing Guoan - Dalian Wanda - August 1st - Tianjin Samsung - Promu de D2 | - Sichuan Quanxing - Guangzhou Apollo - Qingdao Yizhong Hainiu - Promu de D2 - Liaoning FC - Yanbian Hyundai - Guangdong Hongyuan |

## Compétition
Le barème de points servant à établir les classements se décompose ainsi :
- Victoire : 3 points
- Match nul : 1 point
- Défaite : 0 point

### Classement
| Rang | Équipe                  | Pts | J  | G  | N | P  | Bp | Bc | Diff |
| ---- | ----------------------- | --- | -- | -- | - | -- | -- | -- | ---- |
| 1    | Shanghai Shenhua        | 46  | 22 | 14 | 4 | 4  | 39 | 16 | +23  |
| 2    | Beijing Guoan           | 42  | 22 | 12 | 6 | 4  | 36 | 20 | +16  |
| 3    | Dalian WandaT           | 42  | 22 | 12 | 6 | 4  | 27 | 22 | +5   |
| 4    | Guangdong Hongyuan      | 40  | 22 | 12 | 4 | 6  | 35 | 22 | +13  |
| 5    | Guangzhou Apollo        | 28  | 22 | 7  | 7 | 8  | 28 | 27 | +1   |
| 6    | Jinan TaishanC          | 27  | 22 | 6  | 9 | 7  | 27 | 28 | -1   |
| 7    | Yanbian Hyundai         | 27  | 22 | 6  | 9 | 7  | 24 | 29 | -5   |
| 8    | Tianjin SamsungP        | 24  | 22 | 7  | 3 | 12 | 20 | 40 | -20  |
| 9    | August 1st              | 23  | 22 | 5  | 8 | 9  | 24 | 23 | +1   |
| 10   | Sichuan Quanxing        | 22  | 22 | 6  | 4 | 12 | 28 | 31 | -3   |
| 11   | Qingdao Yizhong HainiuP | 22  | 22 | 5  | 7 | 10 | 20 | 32 | -12  |
| 12   | Liaoning FC             | 17  | 22 | 4  | 5 | 13 | 29 | 47 | -18  |

|  | Qualification pour la Coupe d'Asie des clubs champions 1996-1997                 |
|  | Qualification pour la Coupe d'Asie des vainqueurs de coupe de football 1996-1997 |
|  | Relégation directe en deuxième division                                          |
|  | T: Tenant du titre C: Vainqueur de la Coupe de Chine P: promu de D2              |

## Bilan de la saison
| Championnat de Chine de football 1995      |                              |
| Champion                                   | Shanghai Shenhua (1er titre) |
| Coupes et trophées                         |                              |
| Vainqueur de la Coupe de Chine 1995        | Jinan Taishan                |
| Qualifications continentales               |                              |
| Coupe d'Asie des clubs champions 1996-1997 | Shanghai Shenhua             |
| Coupe des Coupes 1996-1997                 | Aucun                        |
| Promotions et relégations                  |                              |
| Promus en Jia-A League                     | Shenzhen Feiyada             |
| Promus en Jia-A League                     | Guangzhou Songri             |
| Relégués en China League                   | Qingdao Yizhong Hainiu       |
| Relégués en China League                   | Liaoning FC                  |